# Storträsket (sjö i Finland, Nyland, lat 60,34, long 25,79)
Storträsket är en sjö i Borgå stad i Finland.   Den ligger i landskapet Nyland, i den södra delen av landet, 50 km öster om huvudstaden Helsingfors. Storträsket ligger 34 meter över havet.  Arean är 26,5 hektar och strandlinjen är 3,37 kilometer lång. Sjön  ingår i Finska vikens kustområde. 